# Minihof-Liebau
Minihof-Liebau est une commune autrichienne du district de Jennersdorf dans le Burgenland.